# Chlumecký rybník
Chlumecký rybník o výměře vodní plochy 32 ha se nalézá na severním okraji města Chlumec nad Cidlinou v okrese Hradec Králové v těsné blízkosti dalších rybníků – Vítkovského a Jordánu. Rybník Chlumecký je někdy také nazýván Starochlumecký, neboť v minulosti existoval ještě jeden, Velkochlumecký. Nacházel se na východním okraji města a právě u něj skončilo roku 1775 Selské povstání. Při povodni roku 1815 byl však protržen a kvůli tomu již poté nebyl obnoven. Jeho tvar je dodnes patrný, po původní hrázi vede železnice a pozemní komunikace do Hradce Králové. Chlumecký rybník je ve vlastnictví společnosti Kinský dal Borgo, a.s. a je využíván pro chov ryb.

## Historie
Chlumecký rybník je jeden z mála zachovaných velkých rybníků z bývalé rozsáhlé Chlumecké rybniční soustavy, která v době svého největšího rozkvětu čítala na 193 rybníků vybudovaných v průběhu 15. až 16. století v oblasti povodí řek Cidliny a Bystřice. V současnosti je druhým největším (po Třesickém rybníku) zachovalým rybníkem z této rybniční soustavy.

## Galerie

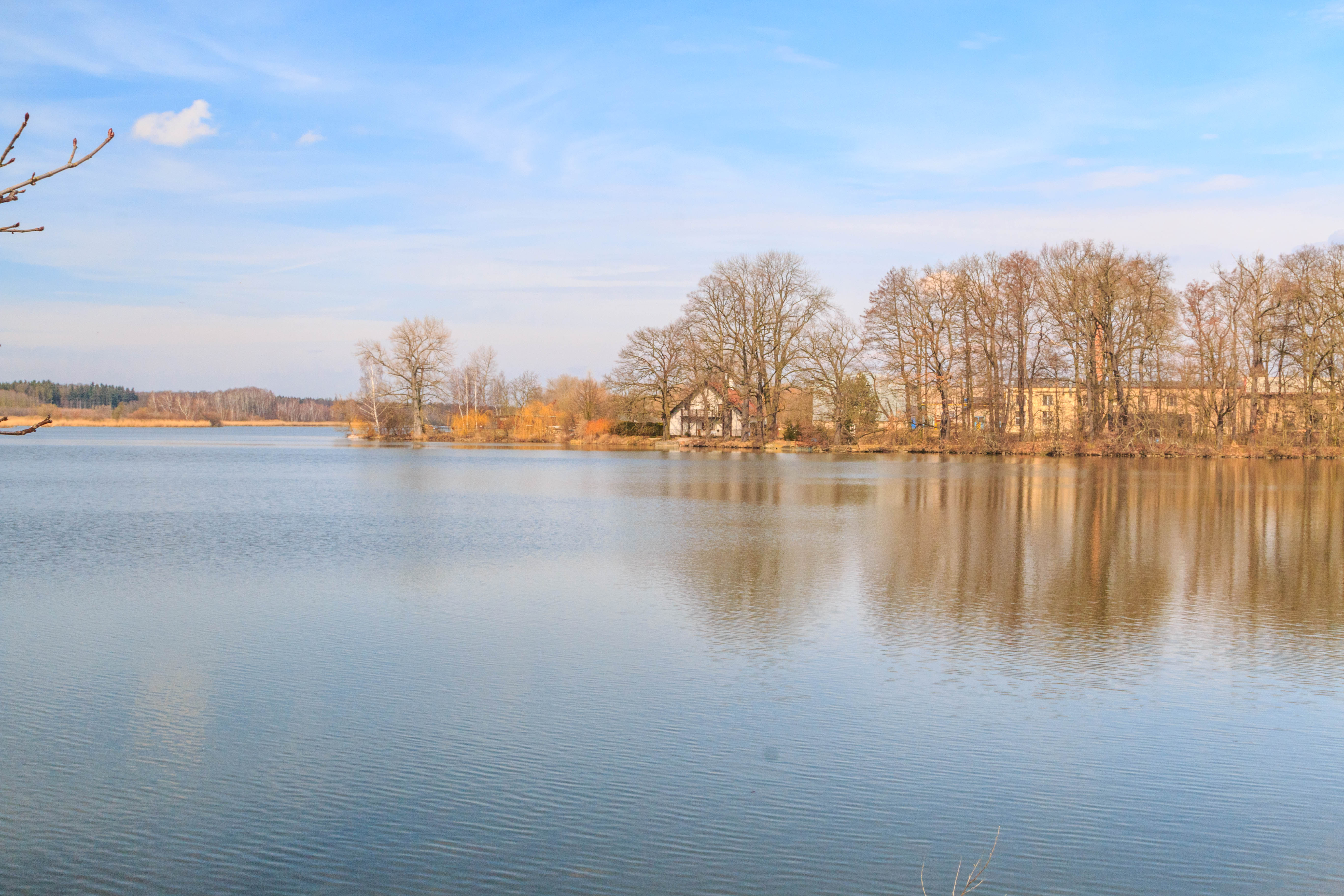
pohled na Chlumecký rybník
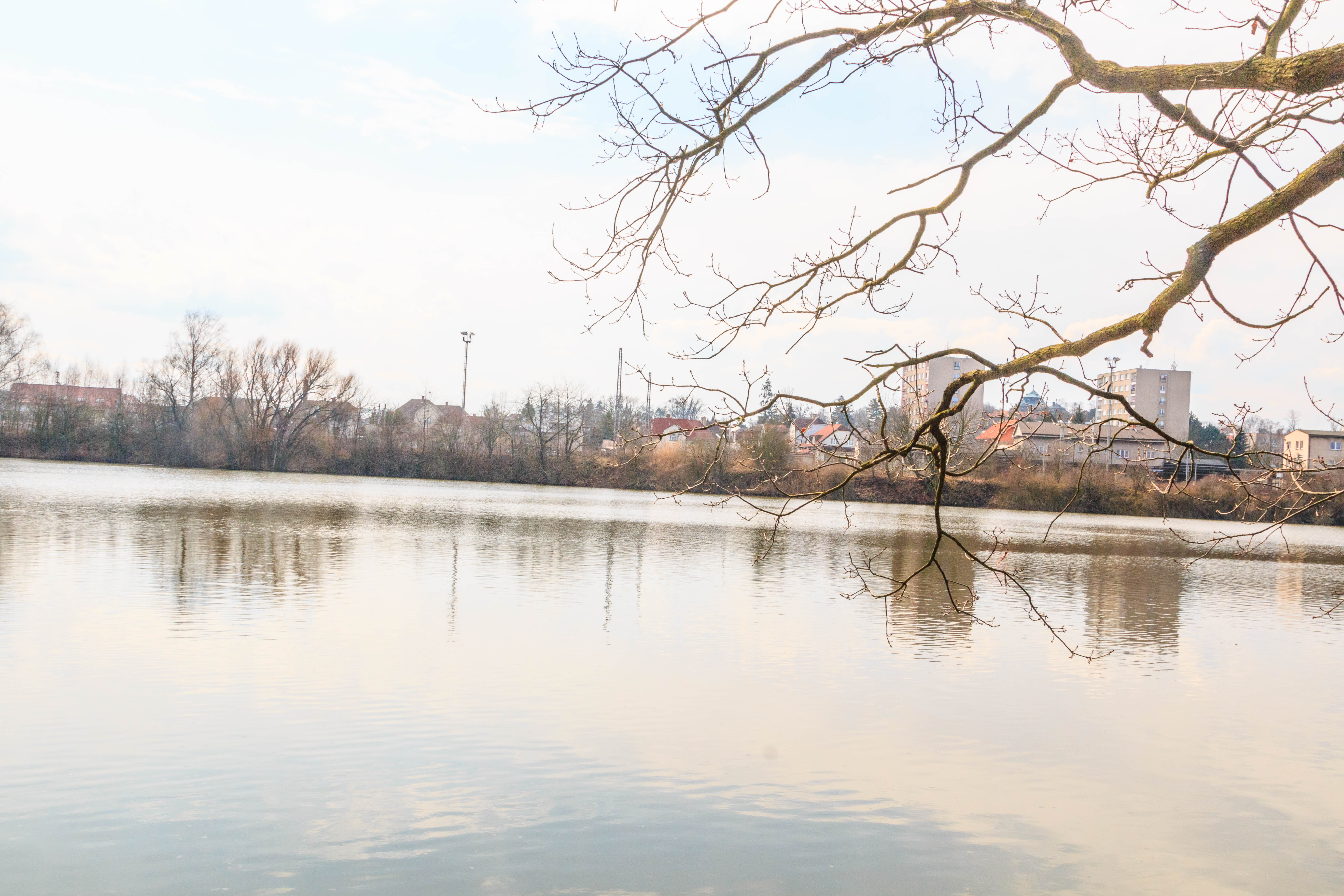
pohled na Chlumecký rybník
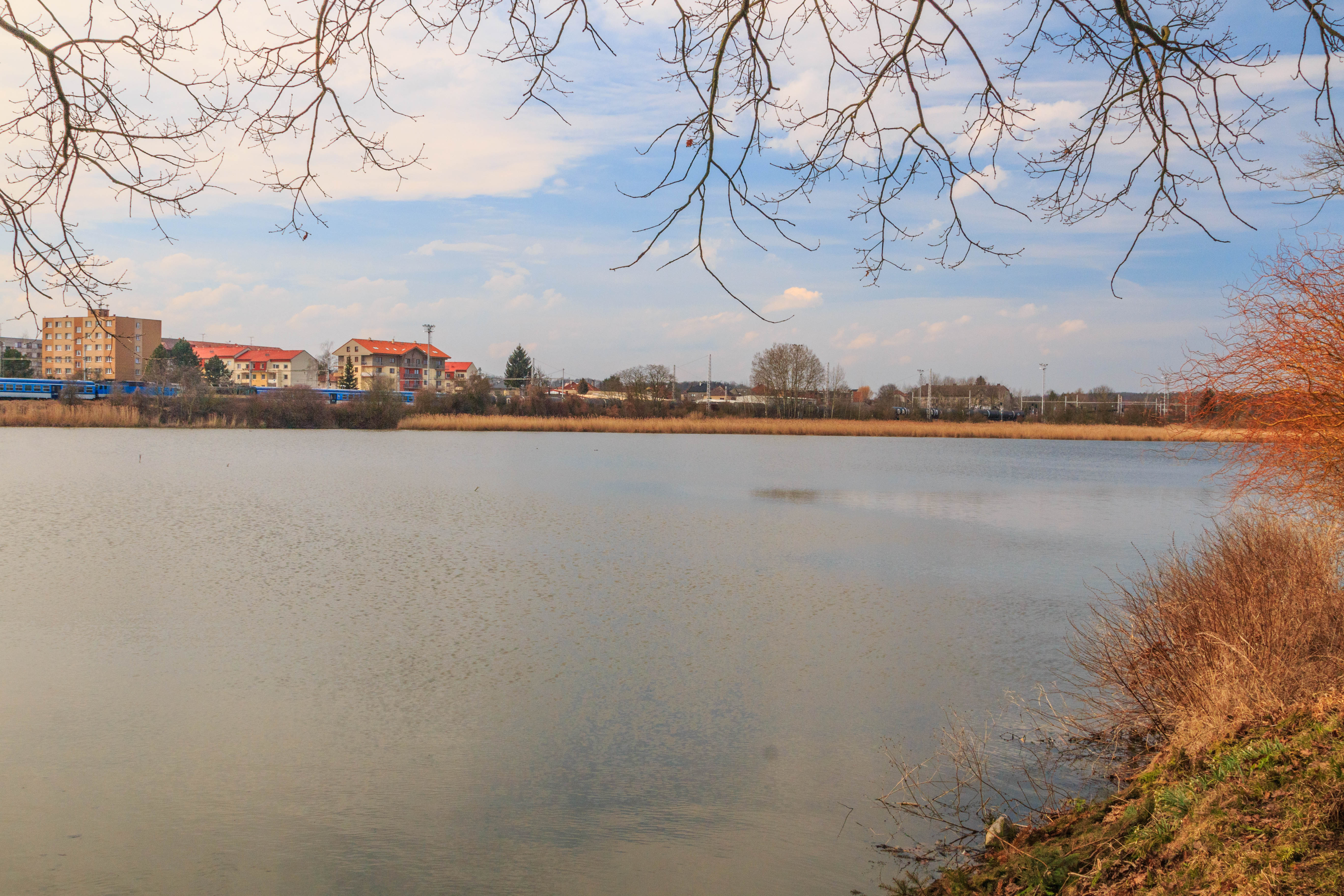
pohled na Chlumecký rybník